# 527 Euryanthe
Az 527 Euryanthe egy a Naprendszer kisbolygói közül, amit Max Wolf fedezett fel 1904. március 20-án.